# Fabius Rusticus
Fabius Rusticus war ein römischer Historiker während der Herrschaft der Flavier.
Fabius Rusticus stammte wahrscheinlich aus Spanien und war ein junger Freund Senecas. Er verfasste wohl in flavischer Zeit ein Geschichtswerk, das der spätere Historiker Tacitus für seine Arbeiten über die neronische Zeit und vermutlich auch für das Vierkaiserjahr benutzte. An den Arbeiten des Rusticus schätzte Tacitus besonders seinen Stil, kritisierte aber seine Voreingenommenheit für Seneca. Möglicherweise ist Fabius Rusticus der anonyme Historiker, dem Quintilian großes Lob spendet. Wenn er mit dem gleichnamigen Empfänger eines Legats aus dem Testament des Dasumius identisch ist, lebte er noch im Jahre 108 n. Chr. im Umfeld des Tacitus und des jüngeren Plinius.
Die Fragmente sind gesammelt in The Fragments of the Roman Historians (Nr. 87).